# تابوت الليسي
تابوت صيدا الليسي هو نصب تذكاري جنائزي من الرخام الهلنستي القديم عثر علية في مقبرة صيدا الملكية في صيدا، لبنان، ويشبه أشكال المقابر الليسية الأوغيفية، مثل قبر بايافا، ومن هنا اسمه. وهو موجود الآن في متحف إسطنبول الأثري. ويعود تاريخه إلى حوالي 430-420 قبل الميلاد. ينتمي هذا التابوت، بالإضافة إلى آخرين في مقبرة صيدا، إلى سلسلة من الملوك الذين حكموا منطقة فينيقيا في الفترة ما بين نهاية القرن الرابع قبل الميلاد وحتى منتصف القرن الخامس قبل الميلاد.
زين التابوت على الطراز النحتي اليوناني من قبل فنانين يونانيين من إيونيا، ولكنه يتضمن الشكل العام للمقابر الأوجيفالية من ليقيا، مثل مقبرة بايافا. يتم تقديم هذا أحيانًا كمثال للفن اليوناني الفارسي، على الرغم من أنه يجب تصنيفه بشكل أكثر دقة على أنه الفن اليوناني الأناضولي، نظرًا لأن مثل هذه الأمثلة غير معروفة في الإمبراطورية الأخمينية الأوسع.
زين التابوت بالنقوش، حيث توضح النقوش الجانبية عملية صيد الأسود والخنازير، بينما تُظهر النقوش الموجودة في النهاية قتال القنطور وأبو الهول.
يعد تابوت صيدا الليسي، إلى جانب تابوت ألكسندر الشهير، واحدًا من أربعة توابيت ضخمة منحوتة، اكتشفت أثناء أعمال التنقيب في مقبرة صيدا الملكية التي أجراها عثمان حمدي بك، وهو عثماني من أصل يوناني ويرفانت فوسكان، وهو عثماني من أصل يوناني. أصل أرمني، في المقبرة القريبة من صيدا، لبنان عام 1887.

## المميزات
طول: 2.55 متر- عرض: 1.37 متر- ارتفاع: 1.34متر (دون الغطاء) هذا التابوت مصنوع من الرخام العاجي من باروس اليونانية. آثار الوان خفيفة من الأحمر والبني والأزرق ما تزال صامدة في ثنايا المنحوتا يصور جانبه الطويل الأول مشهد صيد: شابان يعتلي كل منهما عربة  يجرها أربعة خيول تنقض جميعها على أسد. الخيول الثمانية واثبة في الهواء، لا يطأ الأرض سوى حافر واحد لأحدها. الجانب الطويل الثاني يصور مطاردة  لخنزير. فيما تصهل الخيول متوثبة، يرفع خمس صيادين رماحهم ليرموا بها ذاك الخنزير.شكل التابوت، والنقوش المنحوتة عليه, خاصة تلك البارزة منه على شكل رؤوس حيوانات، وكذلك مشاهد الصيد الأسطورية، كل هذا يضع التابوت ضمن سلسلة توابيت منطقة ليسية في انطاكية.
تابوت المرزبان (رقم 16)
طول: 2.88 متر- عرض: 1.18 متر- ارتفاع: 1.44متر، هذا التابوت مصنوع من الرخام العاجي من جزيرة باروس اليونانية.

## الاكتشاف والنقل إلى اسطنبول
في بداية العام 1887، تقدّم ابن صيدا محمد الشريف من السلطات المحليّة بطلب، تمّت الموافقة عليه، للقيام باستخراج حجارة من أرضه التي يملكها في القيّاعة بمحاذاة نهر القملة في الوسطاني (تعرف حالياً ببستان الياس الشيخ). أرض محمد الشريف هذه كانت تتميز بالصخر الكلسي خلافاً لكل ما يحيط بها من بساتين الليمون حيث التربة الغنية الصالحة للزراعة. هذه الطبيعة الصخرية كانت السبب وراءاستغلال محمد لأرضه بتحويلها الى مقلع. وقد كان غائباً عن محمد، بالطبع، ان أسلافه الصيداويين كانوا قد سبقوه الى استغلال هذه الأرض بعينها ولكن بطريقة مغايرة كلّياً!، بعد بدء الأعمال، وفي الثاني من آذار 1887، أسرع محمد الشريف الى قائمقام صيدا في ذلك الوقت، صادق بيه، ليبلّغه عن اكتشافه لبئر عميقة في تلك الأرض وأنها على الأرجح تحوي في قعرها توابيت قديمة. في اليوم الثاني، وصل صادق بيه الى الموقع ليتأكد من صحة المعلومات بنفسه. تطلّب النزول الى قعر البئر استعمال الحبال لمسافة عاموديّة تقارب الخمسة عشر متراً. وعند أسفل الجدار الشرقي للبئر ومن خلال فتحة جانبية، ظهر تابوتان حجريان تكسو أحدهما منحوتات بديعة. عندها تأكّد للقائمقام أنّه على عتبة اكتشاف أثري بالغ الأهمّية، فقام بإبلاغ كل من ناشد باشا وهو الحاكم العام في سوريا حينها، ونصوحي باشا متصرّف بيروت، عن ذلك الإكتشاف العظيم، ووضع الموقع تحت حماية أسعد أفندي، قائد الجندرمة في صيدا.

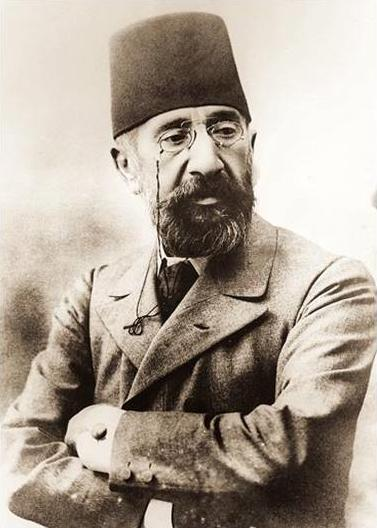
عثمان حمدي بيه، رائد علم الآثار العثماني

وبهدف استكشاف البئر بشكل تام، قامت السلطات بارسال بشارة أفندي كبير مهندسي الولاية في ذلك الوقت، الذي وجد بدوره ان قعر البئر عبارة عن غرفة صغيرة خالية (مدافن) تتوسّط غرفاً سبعة تحوي مجتمعةً سبعة عشر تابوتاً حجريّاً تنافس بعضها بعضا في الجمال والروعة. وهكذا بات من المؤكد أن أرض محمد الشريف تحوي في باطنها مقبرةً ملكيّة قل نظيرها! طار الخبر الى اسطنبول حيث كان الاهتمام بالآثار حينها على أوجه. فقد كان العثمانيون يبحثون في كل أراضي السلطنة عن آثار الأزمنة الغابرة لعرضها في متاحفهم الفتية وللتباهي بولادة علم الآثار المتخصص عندهم، الذي كان مفخرة الدول المتقدمة في ذلك الزمن وعلامة الدخول في الحداثة الغربية. قام السلطان عبدالحميد الثاني بإرسال عثمان حمدي بيه، مدير المتحف الأركيولوجي في اسطنبول، الى صيدا لتوثيق المكتشفات والإشراف على عملية نقلها الى اسطنبول. انطلق عثمان حمدي بيه الى صيدا في الثامن عشر من نيسان ليصلها في الثلاثين منه. وبعد خمسين يوماً، أي في العشرين من حزيران، كان يعتلي ظهر سفينته المنطلقة من شاطئ القملة عائدةً الى اسطنبول، وفي بطنها كنز من التوابيت والمقتنيات الأثرية الثمينة التي تعود لملوك صيدا القدماء. تم افتتاح الجناح الرئيسي في المتحف الأركيولوجي في اسطنبول في حزيران عام 1890 وكان هذا الجناح قد بُني خصيصاً لاستضافة آثار المقبرة الملكية في صيدا، وهو من تصميم المعماري الفرنسي-العثماني الكسندر فالوري. وما تزال هذه الآثار في مكانها حتى يومنا هذا في الجناح المخصص لها تحت عنوان: (مقبرة صيدا الملكية)، يتصدرها تابوت الاسكندر العظيم، جوهرة المتحف بلا منازع.

## أنظر أيضا
- تابوت أشمونعازر الثاني
- أشمون عازر الثاني
- تابوت تابنيت
- اللغة الفينيقية
- فينيقيا
- صيدا
- تاريخ صيدا
- الإمبراطورية الأخمينية